# Gaines County
Gaines County is een van de 254 county's in de Amerikaanse staat Texas.
De county heeft een landoppervlakte van 3.891 km² en telt 14.467 inwoners (volkstelling 2000). De hoofdplaats is Seminole.

## Bevolkingsontwikkeling
Anderson · Andrews · Angelina · Aransas · Archer · Armstrong · Atascosa · Austin · Bailey · Bandera · Bastrop · Baylor · Bee · Bell · Bexar · Blanco · Borden · Bosque · Bowie · Brazoria · Brazos · Brewster · Briscoe · Brooks · Brown · Burleson · Burnet · Caldwell · Calhoun · Callahan · Cameron · Camp · Carson · Cass · Castro · Chambers · Cherokee · Childress · Clay · Cochran · Coke · Coleman · Collin · Collingsworth · Colorado · Comal · Comanche · Concho · Cooke · Coryell · Cottle · Crane · Crockett · Crosby · Culberson · Dallam · Dallas · Dawson · Deaf Smith · Delta · Denton · DeWitt · Dickens · Dimmit · Donley · Duval · Eastland · Ector · Edwards · El Paso · Ellis · Erath · Falls · Fannin · Fayette · Fisher · Floyd · Foard · Fort Bend · Franklin · Freestone · Frio · Gaines · Galveston · Garza · Gillespie · Glasscock · Goliad · Gonzales · Gray · Grayson · Gregg · Grimes · Guadalupe · Hale · Hall · Hamilton · Hansford · Hardeman · Hardin · Harris · Harrison · Hartley · Haskell · Hays · Hemphill · Henderson · Hidalgo · Hill · Hockley · Hood · Hopkins · Houston · Howard · Hudspeth · Hunt · Hutchinson · Irion · Jack · Jackson · Jasper · Jeff Davis · Jefferson · Jim Hogg · Jim Wells · Johnson · Jones · Karnes · Kaufman · Kendall · Kenedy · Kent · Kerr · Kimble · King · Kinney · Kleberg · Knox · La Salle · Lamar · Lamb · Lampasas · Lavaca · Lee · Leon · Liberty · Limestone · Lipscomb · Live Oak · Llano · Loving · Lubbock · Lynn · Madison · Marion · Martin · Mason · Matagorda · Maverick · McCulloch · McLennan · McMullen · Medina · Menard · Midland · Milam · Mills · Mitchell · Montague · Montgomery · Moore · Morris · Motley · Nacogdoches · Navarro · Newton · Nolan · Nueces · Ochiltree · Oldham · Orange · Palo Pinto · Panola · Parker · Parmer · Pecos · Polk · Potter · Presidio · Rains · Randall · Reagan · Real · Red River · Reeves · Refugio · Roberts · Robertson · Rockwall · Runnels · Rusk · Sabine · San Augustine · San Jacinto · San Patricio · San Saba · Schleicher · Scurry · Shackelford · Shelby · Sherman · Smith · Somervell · Starr · Stephens · Sterling · Stonewall · Sutton · Swisher · Tarrant · Taylor · Terrell · Terry · Throckmorton · Titus · Tom Green · Travis · Trinity · Tyler · Upshur · Upton · Uvalde · Val Verde · Van Zandt · Victoria · Walker · Waller · Ward · Washington · Webb · Wharton · Wheeler · Wichita · Wilbarger · Willacy · Williamson · Wilson · Winkler · Wise · Wood · Yoakum · Young · Zapata · Zavala